# Steve Colter
Pour les articles homonymes, voir Colter.
Steve Colter, né le 24 juillet 1962 à Phoenix dans l'Arizona, est un joueur américain de basket-ball.

## Biographie
Meneur passé par l'Université d'État du Nouveau-Mexique, il a été choisi par les Trail Blazers de Portland au 2e tour (33e au total) de la Draft 1984 de la NBA.
Lors de sa carrière, Colter joue 526 matchs et marque 3 319 points. Sa meilleure saison professionnelle est celle de 1985-1986 où avec les Trail Blazers il débute 51 des 81 matchs auxquels il participe avec une moyenne de 8,7 points par match.